# Малиновка (Омская область)
Мали́новка — село в Тюкалинском районе Омской области. Административный центр Малиновского сельского поселения.

## География
Село находится на автодороге Р402 Тюмень — Омск, на расстоянии 33 км к юго-востоку от города Тюкалинск, административного центра района, и 90 км к северо-западу от города Омск, административного центра области.

### Часовой пояс
Село Малиновка, как и вся Омская область, находится в часовой зоне МСК+3. Смещение применяемого времени относительно UTC составляет +6:00.

## История
Основано в 1908 году. В 1928 году состояло из 50 хозяйств, основное население — русские. В административном отношении село являлось центром Малиновского сельсовета Тюкалинского района Омского округа Сибирского края.

## Население
| 1926 | 2010 |
| ---- | ---- |
| 257  | ↗619 |

## Известные уроженцы
- Климов, Иван Владимирович (1989—2013) — российский боксёр.